# راي نوبل (لاعب كرة قاعدة)
راي نوبل هو لاعب كرة قاعدة كوبي، ولد في 15 مارس 1919، وتوفي في 8 مايو 1998 في بروكلين في الولايات المتحدة.

## وصلات خارجية
- راي نوبل على موقعبيزبول رفرنس.كوم (الدوري الرئيسي) (الإنجليزية)
- راي نوبل على موقعبيزبول رفرنس.كوم (الدوري الثانوي) (الإنجليزية)
- راي نوبل على موقع جمعية أبحاث البيسبول الأمريكية (الإنجليزية)